# Ephemera
Ephemera - Associação Cultural MHM é uma biblioteca e arquivo de José Pacheco Pereira, um renomeado professor, investigador de história contemporânea portuguesa, jornalista, cronista e político. Criada em 2003, na Marmeleira, conta com mais de 200 mil títulos, sendo uma das maiores bibliotecas privadas portuguesas. Em 2009 foi fundada como Ephemera Biblioteca e Arquivo de José Pacheco Pereira, e entre Abril e Maio de 2017 foi criada uma associação em torno da biblioteca que conta com mais de 120 associados. Actualmente, estuda-se a possibilidade de ser transformada numa fundação.
É constituída por documentos, materiais e objectos relacionados com o activismo social e político do seu fundador, como os papéis de Sá Carneiro, deixados à sua secretária, e a mobília de Vítor Crespo, Presidente da Assembleia da República Portuguesa entre 1987 e 1991. Funciona na Marmeleira, Lisboa e Barreiro, e tem pontos de recolha em Viana do Castelo, Porto, Lamego, Guarda, Figueira da Foz, Coimbra e Torres Vedras.
É também considerado o arquivo privado mais público de Portugal.
A 22 de Fevereiro de 2020 foi feita Membro-Honorário da Ordem do Mérito.

## História
Ephemera é um projecto destinado a colocar a público materiais da biblioteca e arquivo de José Pacheco Pereira. Com o passar do tempo, desenvolveu-se num arquivo e numa biblioteca centrada principalmente na história contemporânea, social, cultural, e política. É um acervo no seu conjunto generalista, mas com uma forte componente especializada na história social, cultural e política contemporânea, com materiais de arquivo e com colecções únicos em Portugal em certas áreas.

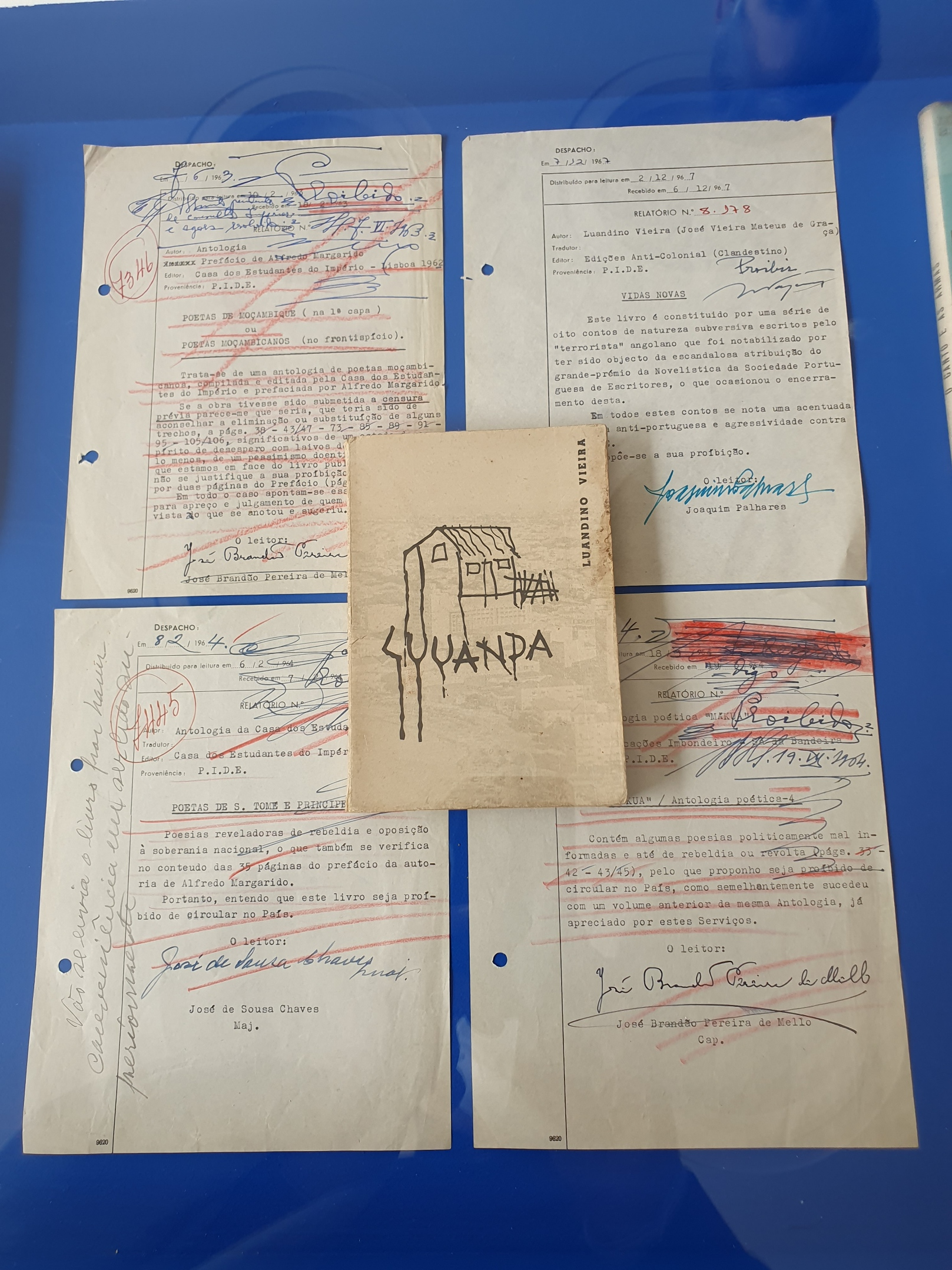
Materiais do espólio da Ephemera representativos da censura exercida (1963-67) sobre o livro Luuanda de Luandino Vieira na exposição Proibido por Inconveniente (Lisboa, Abril 2022)

Na sua origem tinha um acervo privada constituído por três fontes principais: a biblioteca e papéis da família Pacheco Pereira, que se encontravam, no seu grosso, na posse de Álvaro Pacheco Pereira, falecido em 2012; e a biblioteca e arquivo de José Pacheco Pereira, cujas primeiras aquisições próprias datam de 1963. Posteriormente, foi incorporado um conjunto de ofertas que vão desde bibliotecas a espólios, para além de muitos núcleos mais pequenos e um contínuo fluxo de materiais uns comprados e outros oferecidos.
Nos último anos, com o crescimento da sua divulgação e o reconhecimento público de que tem vindo a ser objecto, tem recebido inúmeros espólios, acervos e contributos, desde os mais simples como colecções de autocolantes políticos até acervos de dimensão e relevos nacionais como os espólios/acervos de Francisco Sá Carneiro, José Fonseca e Costa, Nuno Rodrigues dos Santos, Vítor Crespo, Carlos da Fonseca, José Carlos Ferreira de Almeida, Rodrigo Sousa e Castro, Francisco Ferreira (“Chico da CUF”), entre outros.

## Associação Cultural Ephemera
A Associação Cultural Ephemera (ACE) foi constituída em Abril de 2017 por 20 fundadores, e o seu logótipo é inspirado num relógio existente no arquivo – símbolo da passagem do tempo – que foi concebido por Henrique Cayatte.
«A Associação, de âmbito cultural sem fins lucrativos, tem por fim promover e patrocinar a preservação de patrimónios de carácter cultural, histórico, científico e educativo, o desenvolvimento de acções de investigação e estudo nos domínios da história, da sociologia e da literatura, bem como prosseguir a organização e manutenção do arquivo e biblioteca de José Pacheco Pereira e de todos os outros que aí sejam incorporados por compra ou doação.»
Membros dos órgãos sociais da Associação para o mandato de 2017/2019: 
| Direcção                          |
| --------------------------------- |
| José Pacheco Pereira (Presidente) |
| João Pedreira de Matos            |
| Júlio Sequeira                    |
| Venerando Aspra de Matos          |

| Mesa da Assembleia Geral             |
| ------------------------------------ |
| António Estrela Ribeiro (Presidente) |
| Mafalda Nunes Viana (Secretária)     |

| Fiscal Única |
| ------------ |
| Rita Maltez  |

## Locais de trabalho no Arquivo
Há algum tempo que o espaço do Arquivo deixou de se circunscrever à Marmeleira. Actualmente, tem locais de trabalho e armazenamento em Lisboa e no Barreiro para além dos inúmeros pontos de recolha que continuam a prosperar pelo país.

### Marmeleira
Fruto da necessidade de querer ver toda a biblioteca reunida José Pacheco Pereira começou por adquirir uma casa na Vila da Marmeleira (concelho de Rio Maior). No final de 2018 o Arquivo/Biblioteca ocupa 6 edifícios contíguos que albergam mais de 200.000 livros e uma quantidade infindável de revistas, jornais, panfletos, pins, autocolantes, cartazes, e todo o tipo de objectos.

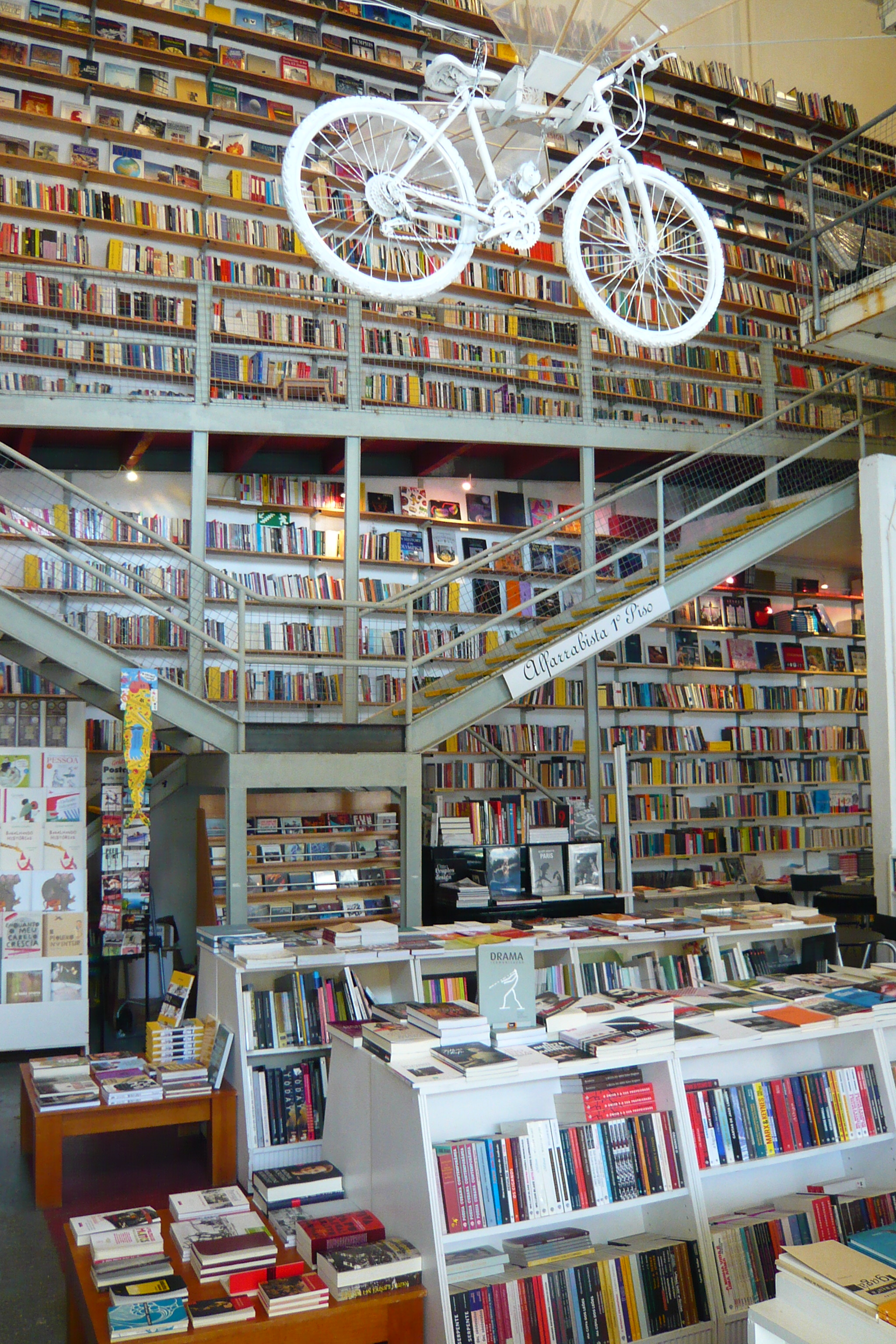
Livraria Ler Devagar (LX Factory)

### Lisboa
Em Março de 2016, o Ephemera criou um entreposto e local de trabalho no 1º andar da Livraria Ler Devagar (Lx Factory), um dos espaços culturais mais emblemáticos de Lisboa. Ali são recolhidos e tratados, pelos voluntários, inúmeros acervos.

### Barreiro
Em Dezembro de 2017 o Arquivo dotou-se de um armazém de 400 m2 no Parque Empresarial do Barreiro, nas instalações da antiga CUF/Quimigal, constituindo uma base importante do arquivo e do tratamento dos acervos e espólios mais volumosos.
Em Abril de 2018 articulou-se, com a Baía do Tejo, uma parceria estabelecida entre as duas entidades que prevê anualmente o desenvolvimento regular de várias iniciativas culturais, abertas e disponíveis a toda a comunidade.

### Pontos de recolha
A Associação tem pontos de recolha de materiais, coordenados por voluntários, nos seguintes locais: 
- Coimbra – Café Santa Cruz
- Figueira da Foz – Ginásio Clube Figueirense
- Guarda – Associação de Jogos Tradicionais da Guarda[15]
- Lamego – Museu de Lamego
- Porto
  - Edifício das Ciências de Comunicação da Universidade do Porto
  - Mira Forum
- Santarém – Sociedade Recreativa Operária
- Torres Vedras – Venerando de Matos
- Viana do Castelo – Café Girassol

## Comunicação social
Em Setembro de 2017, a TVI24 iniciou uma colaboração regular com a Associação Cultural Ephemera e José Pacheco Pereira, que se traduziu na emissão de um programa semanal do autor, para dar a conhecer o arquivo sob o mote de “preservar a memória do passado como instrumento da democracia do presente”.
Depois de duas temporadas o programa encontra-se, actualmente, na sua terceira temporada.